# Primrose Provincial Park
Primrose Provincial Park är en park i Kanada.   Den ligger i provinsen Manitoba, i den sydöstra delen av landet, 2 000 km väster om huvudstaden Ottawa. Primrose Provincial Park ligger 339 meter över havet.
Terrängen runt Primrose Provincial Park är platt åt sydost, men åt nordväst är den kuperad. Trakten runt Primrose Provincial Park är nära nog obefolkad, med mindre än två invånare per kvadratkilometer.. Närmaste större samhälle är Birch River, 1,2 km öster om Primrose Provincial Park. 
Trakten runt Primrose Provincial Park består till största delen av jordbruksmark.